# Jurići (gmina Žminj)
Jurići – wieś w Chorwacji, w żupanii istryjskiej, w gminie Žminj. W 2011 roku liczyła 97 mieszkańców.